# Moravské Lieskové
Moravské Lieskové es un municipio del distrito de Nové Mesto nad Váhom en la región de Trenčín, Eslovaquia, con una población estimada a final del año 2024 de 2540 habitantes.
Se encuentra ubicado al oeste de la región, cerca del río Váh (cuenca hidrográfica del Danubio) y de la frontera con la región de Trnava y la República Checa.

## Demografía
| Año        | 1994 | 2004    | 2014    | 2024    |
| ---------- | ---- | ------- | ------- | ------- |
| Población  | 2565 | 2484    | 2543    | 2540    |
| Diferencia |      | −3,15 % | +2,37 % | −0,11 % |

| Año        | 2023 | 2024    |
| ---------- | ---- | ------- |
| Población  | 2518 | 2540    |
| Diferencia |      | +0,87 % |